# Fluminicola bipolaris
Fluminicola bipolaris är en svampart som beskrevs av S.W. Wong, K.D. Hyde & E.B.G. Jones 1999. Fluminicola bipolaris ingår i släktet Fluminicola, ordningen Sordariales, klassen Sordariomycetes, divisionen sporsäcksvampar och riket svampar.   Inga underarter finns listade i Catalogue of Life.